# First Hotel Grand
First Hotel Grand er et dansk 4-stjernet hotel, der er beliggende på Jernbanegade centralt i Odense. 
Hotellet blev opført i 1897 på en grund, der havde tilhørt Gråbrødre Kloster. Det blev tegnet af byens i samtiden førende arkitekt Niels Jacobsen og var efter datidens forhold stort og moderne med både centralvarme, telefoner og elektrisk lys. Målet var at opføre det fineste hotel i byen, og det blev hurtigt stedet, hvor byens spidser holdt fester og receptioner.
Allerede i 1910'erne blev hotellet udvidet for første gang. Nok en udvidelse fandt sted i 1937, hvor Kreditforeningens bygning mod Store Gråbrødrestræde blev indlemmet. Efter 2. verdenskrig blev hotellet igen udvidet, denne gang med et anneks i Slotsgade.
En række lokale fagforeninger overtog hotellet i 1982, men efter få år kom det igen på private hænder. I dag er det en del af den norskejede kæde First Hotels.